# Oculus VR

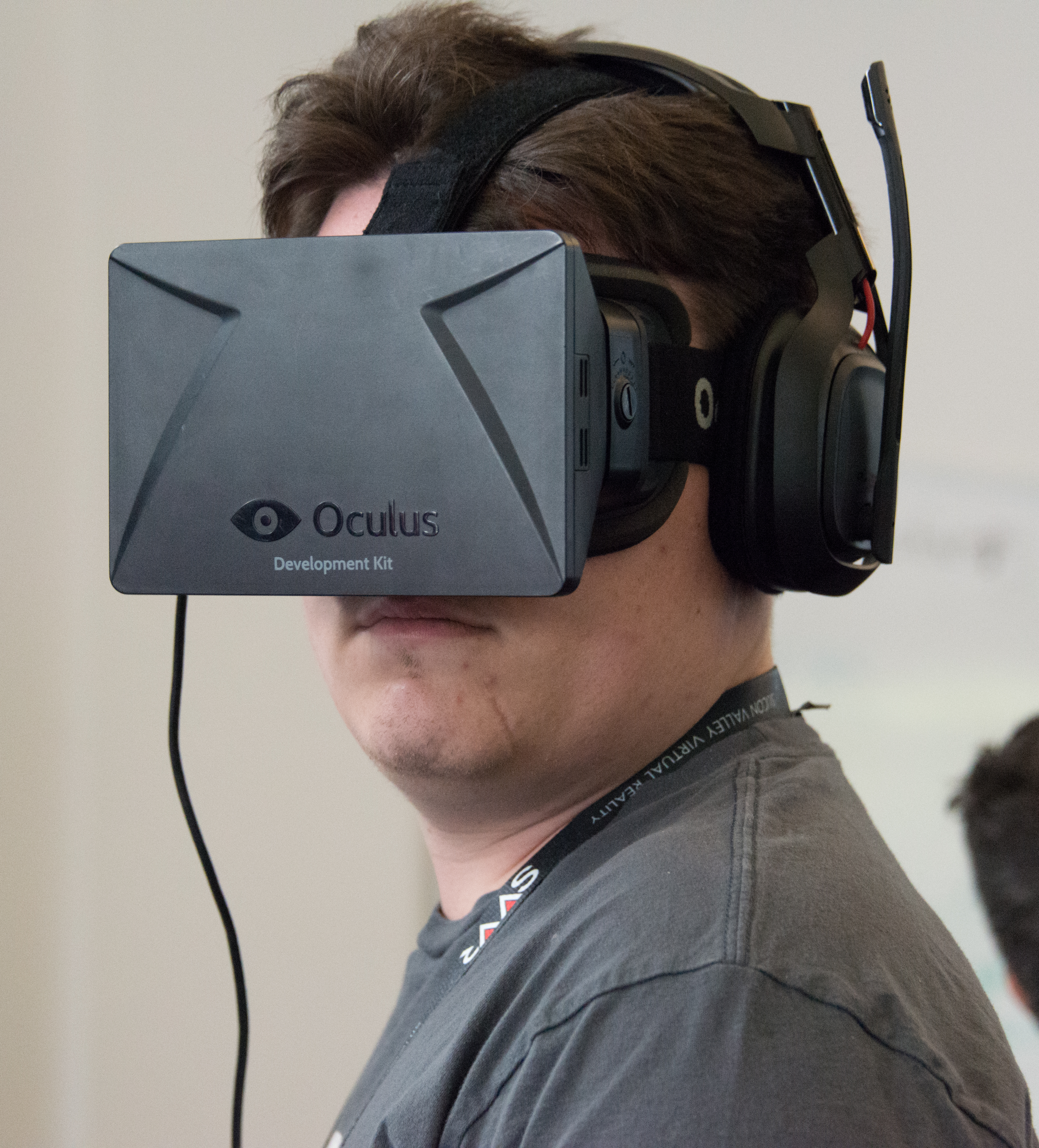
Grundare Palmer Luckey har på sig en Oculus Rift (Development Kit 1) 2014.

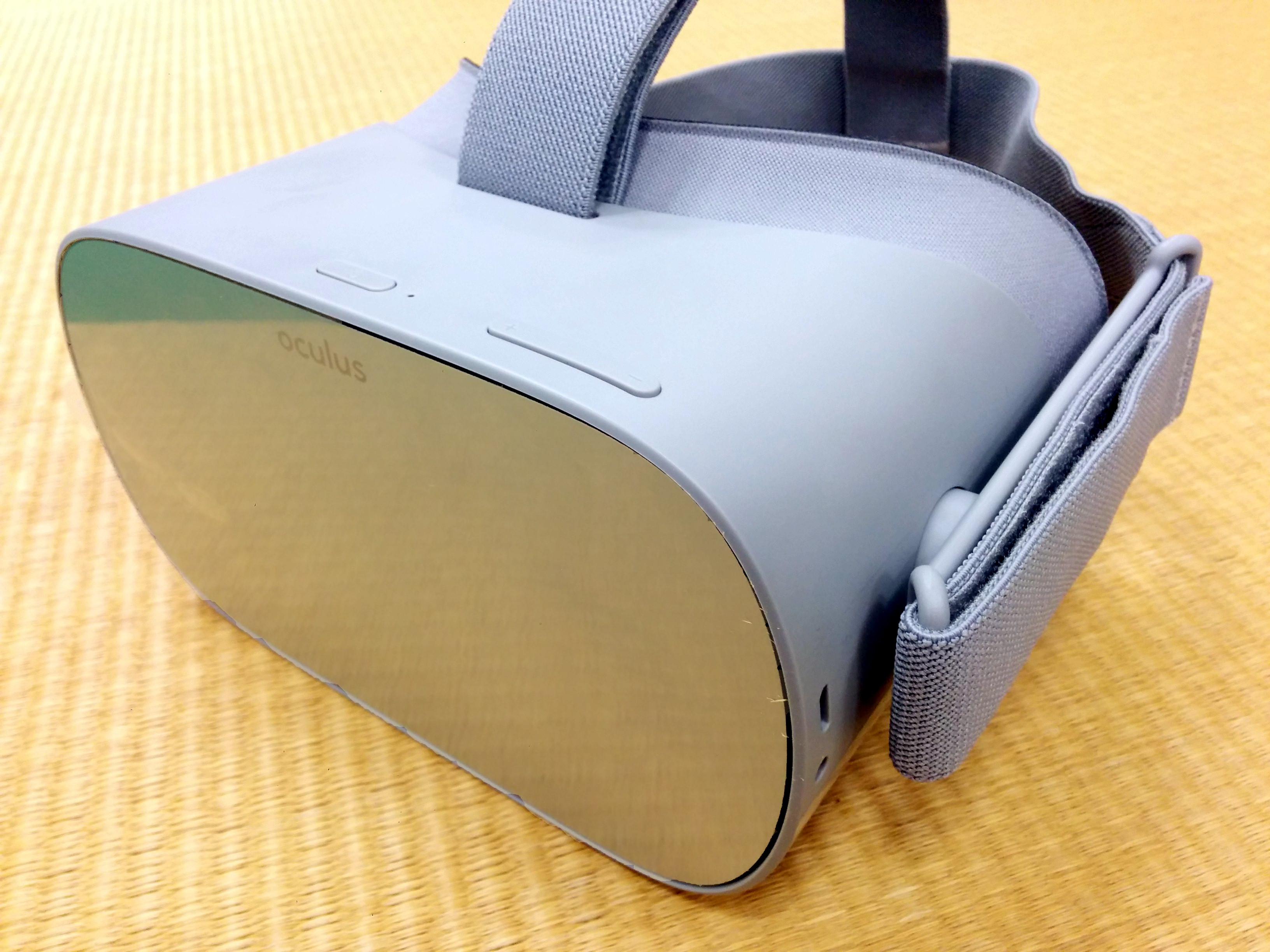
Oculus Go

Oculus VR, eller Oculus, är ett amerikanskt virtuell verklighet och teknik-företag som grundades av Palmer Luckey och Brendan Iribe i juni 2012 i Irvine, Kalifornien. I mars 2014 offentliggjorde Facebook sitt beslut att köpa företaget för 2 miljarder $; transaktionen genomfördes under andra kvartalet 2014. Den 28 mars 2016, släppte företaget produkten Oculus Rift, VR-glasögon för virtuell verklighet. Företaget har samarbetat med Samsung för att utveckla Samsung Gear VR för Samsung Galaxy-modeller.